# Peter Hanfland

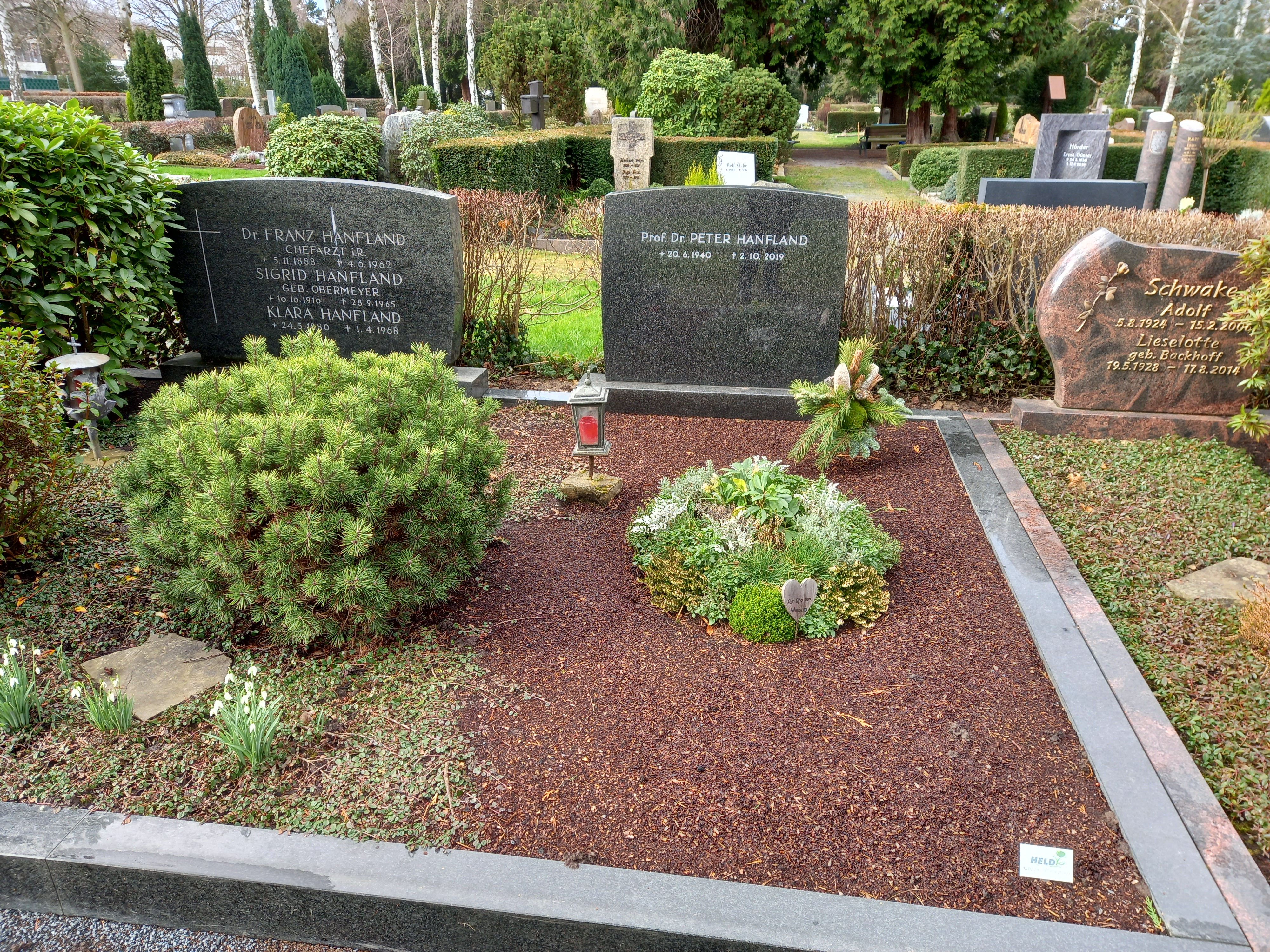
Das Grab von Peter Hanfland im Familiengrab auf dem Zentralfriedhof Bad Godesberg in Bonn

Peter Hanfland (* 20. Juni 1940 in Gelsenkirchen; † 2. Oktober 2019 in Bonn) war ein deutscher Hämatologe, Transfusionsmediziner und Hochschullehrer.

## Leben
Hanfland wurde im Stadtteil Buer von Gelsenkirchen geboren. Er studierte Medizin an der Eberhard Karls Universität Tübingen. Ab 1960 war er Mitglied der katholischen Studentenverbindung AV Guestfalia Tübingen.  1967 wurde er mit einer Dissertation über die Cholostase an der Rheinischen Friedrich-Wilhelms-Universität Bonn zum Doktor der Medizin promoviert.
1978 habilitierte er sich an der Universität Bonn und wurde dort 1983 zum außerplanmäßigen Professor ernannt. Er erhielt in Bonn 1986 eine C3-Professur und wurde 1987 ärztlicher Direktor der Abteilung Transfusionsmedizin an der Universität Tübingen. 1989 wurde er C4-Professor und Direktor des Instituts für experimentelle Hämatologie und Transfusionsmedizin an der Universität Bonn und trat dort 2005 in den Ruhestand. Hanfland war Gründer der Stiftung Hämotherapie-Forschung und 25 Jahre lang deren Vorstandsvorsitzender.

## Forschung und Lehre
Die Schwerpunkte seiner wissenschaftlichen Arbeit lagen in der Transfusionsmedizin, der experimentellen Hämatologie, der Immunhämatologie, der Hämotherapie und der Hämostaseologie.

## Ehrungen und Auszeichnungen
- 1979 Artur-Pappenheim-Preis
- 1982 Fritz-Schiff-Preis
- 2006 Franz-Oehlecker-Medaille